# Idriella vandalurensis
Idriella vandalurensis är en svampart som beskrevs av Vittal 1970. Idriella vandalurensis ingår i släktet Idriella och familjen Helotiaceae.   Inga underarter finns listade i Catalogue of Life.